# Sarāb Bas-e Seyyed ‘Alī
Sarāb Bas-e Seyyed ‘Alī (persiska: سراب بس سيد علی, Sarābas) är en ort i Iran.   Den ligger i provinsen Kermanshah, i den västra delen av landet, 500 km väster om huvudstaden Teheran. Sarāb Bas-e Seyyed ‘Alī ligger 1 387 meter över havet och antalet invånare är 545.
Terrängen runt Sarāb Bas-e Seyyed ‘Alī är kuperad åt sydost, men åt nordväst är den bergig.Runt Sarāb Bas-e Seyyed ‘Alī är det ganska tätbefolkat, med 72 invånare per kvadratkilometer. Närmaste större samhälle är Javānrūd, 16,5 km öster om Sarāb Bas-e Seyyed ‘Alī. Omgivningarna runt Sarāb Bas-e Seyyed ‘Alī är i huvudsak ett öppet busklandskap.